# Augusto Iglesias Palau
Augusto Iglesias Palau (Recoleta, 1956) es un ingeniero comercial y político chileno, que se desempeñó como subsecretario de Previsión Social durante todo el primer gobierno del presidente Sebastián Piñera, desde 2010 hasta 2014.

## Familia y estudios
Nació en Recoleta, hijo de Augusto Hernán Iglesias Barrios y María Teresa Palau Einersen. Estudió ingeniería comercial con mención en economía de la Pontificia Universidad Católica (PUC), y luego cursó un magíster en economía de la Universidad de California, Estados Unidos.
Se casó en 1981 con la inmigrante española María Eugenia de las Heras Marín (hija de Florentino de las Heras Pérez y Felisa Marín Palacios), con quien es padre de tres hijos; Augusto, María Catalina, y un tercero.

## Trayectoria pública
Durante su vida profesional ha sido socio y director de «PrimAmerica S.A», una empresa consultora en las áreas económica, financiera y previsional. Además fue investigador del Centro de Estudios Públicos (CEP) y del Instituto de Economía de la PUC, y profesor en diversas casas de estudios en las áreas de macroeconomía, organización industrial y economía del trabajo. Así mismo fue director del Banco Santander, Telefónica Chile, de la Compañía Chilena de Fósforos, Madeco y de «Lago Peñuelas S.A». Forma parte del consejo directivo de la Fundación Ciudad del Niño.
Paralelamente ha ejercido consultoría a diversos países e instituciones multilaterales en el área previsional. Fue miembro de la comisión nombrada por la entonces presidenta Michelle Bachelet para la "Reforma Previsional", en 2006.
Durante el segundo gobierno de Sebastián Piñera en 2018, fue designado como asesor presidencial para la reforma de pensiones. En 2020 dejó dicha labor y fue nombrado como miembro de la Comisión para el Mercado Financiero (CMF).